# Dracontomelon lenticulatum
Dracontomelon lenticulatum är en sumakväxtart som beskrevs av Wilkinson. Dracontomelon lenticulatum ingår i släktet Dracontomelon och familjen sumakväxter. Inga underarter finns listade i Catalogue of Life.